# Тулумбаиха
Тулумбаиха — деревня в Оханском городском округе Пермского края России.

## История
Известна с 1719 года как владение Оханского мужского монастыря. Название происходит от гидронима, протекающей через деревню реки Тулумбаихи. Со второй половины XIX века в составе Притыкинской волости Оханского уезда. В советский период действовала бригада колхоза «Новая Деревня» (позднее — бригада совхоза «Прикамский»). До 2018 года являлась центром ныне упразднённого Тулумбаихинского сельского поселения Оханского района.

## География
Деревня находится в западной части района, в пределах северо-восточной части Русской равнины, в подзоне южной тайги, на берегах реки Тулумбаихи (левый приток Очёра), на расстоянии приблизительно 1 километра (по прямой) к западу от города Оханска, административного центра округа. Абсолютная высота — 107 метров над уровнем моря. Через деревню проходит региональная автодорога «Дыбки — Таборы — Оханск».
Климат
Климат характеризуется как умеренно континентальный. Средняя многолетняя температура самого холодного месяца (января) составляет −17,3 °С, температура самого тёплого (июля) — 24,8 °С. Среднегодовое количество осадков — более 738 мм. Максимальное количество осадков приходится на летний период.

## Население
| 2010 |
| ---- |
| 434  |

Половой состав
По данным Всероссийской переписи населения 2010 года в половой структуре населения мужчины составляли 46,1 %, женщины — соответственно 53,9 %.
Национальный состав
Согласно результатам переписи 2002 года, в национальной структуре населения русские составляли 95 % из 449 чел.

## Инфраструктура
Действуют начальная общеобразовательная школа, дом-интернат для престарелых и инвалидов, дом культуры и библиотека.